# ツール・ド・フランス1973
| 第60回 ツール・ド・フランス 1973 | 第60回 ツール・ド・フランス 1973       |
| -------------------------------- | -------------------------------------- |
| 全行程                           | 20区間, 4140 km                        |
| 総合優勝                         | ルイス・オカーニャ 122時間25分34秒     |
| 2位                              | ベルナール・テブネ +15分51秒           |
| 3位                              | ホセマヌエル・フエンテ +17分15秒       |
| 4位                              | ヨープ・ズートメルク +26分22秒         |
| 5位                              | ルシアン・バンインプ +30分20秒         |
| ポイント賞                       | ヘルマン・バンスプリンゲル 187ポイント |
| 2位                              | ヨープ・ズートメルク 168ポイント       |
| 3位                              | ルイス・オカーニャ 145ポイント         |
| 山岳賞                           | ペドロ・トレス 225ポイント             |
| 2位                              | ホセ・マヌエル・フエンテ 216ポイント   |
| 3位                              | ルイス・オカーニャ 192ポイント         |

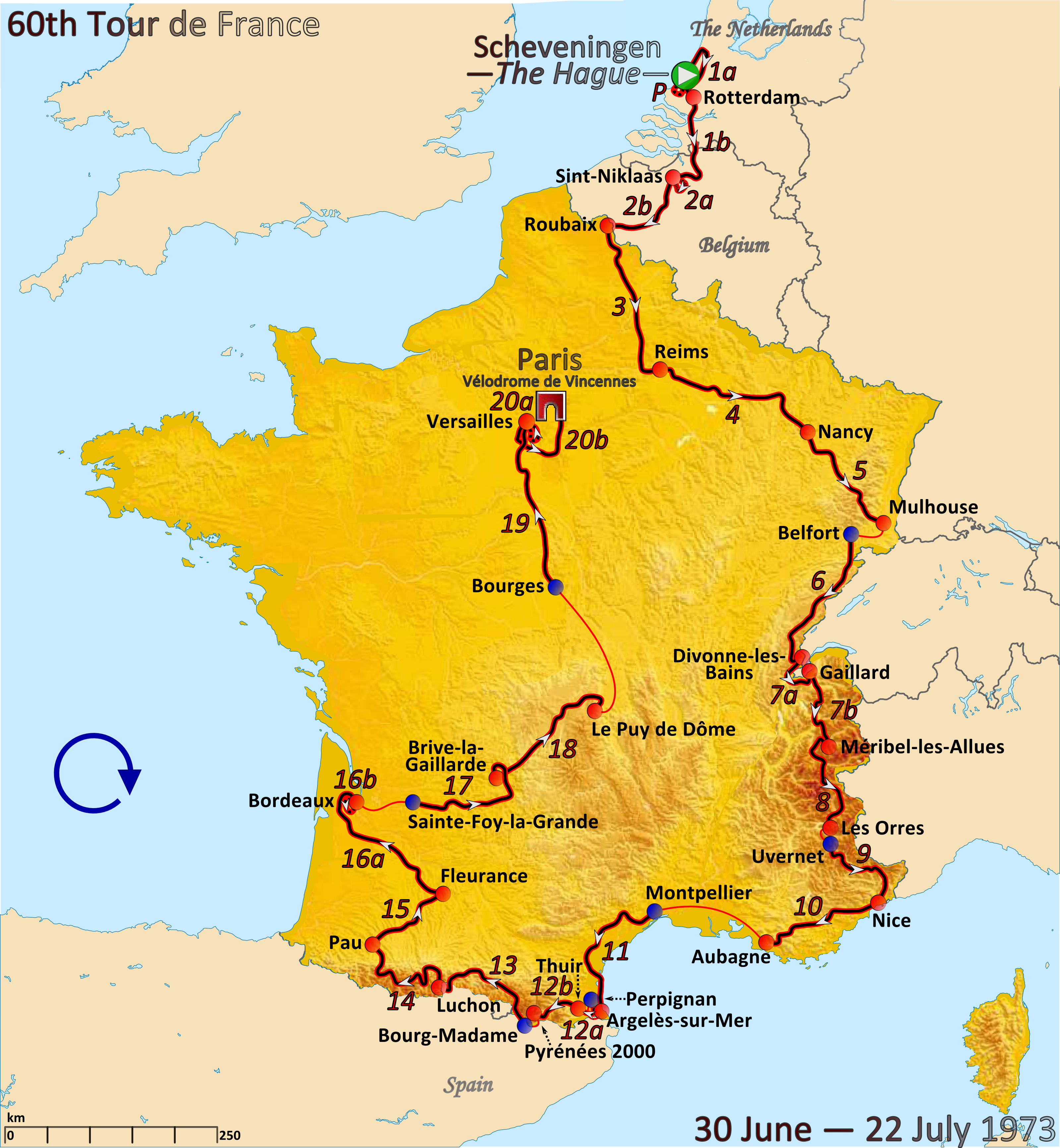
コース全体図

ツール・ド・フランス1973はツール・ド・フランスとしては60回目の大会。1973年6月30日から7月22日まで、全20ステージで行われた。

## みどころ
4月～5月に行われたブエルタ・ア・エスパーニャで初優勝し、その後ジロ・デ・イタリアで4度目の優勝を果たしたエディ・メルクスだが、今大会は出場しなかった。
したがって優勝争いは混沌ムードに包まれ、とりわけ、ヨープ・ズートメルク、レイモン・プリドールといった毎回2、3位どまりの選手にとって優勝の絶好のチャンスと思われたが、過去2年間に亘ってメルクスに牙をむき続けながらもいずれの年も途中リタイアの憂き目に遭ったルイス・オカーニャが虎視眈々と狙っていた。

## 今大会の概要
プロローグこそズートメルクが制するも、序盤のステージはオカーニャのチームメイトであるBICのジョセ・カティーオが健闘し、第6ステージまでマイヨ・ジョーヌをキープ。そしてオカーニャは1分59秒差の5位につけていた。
アルプスステージの第7ステージは二部構成。前半ステージをオカーニャが制し、ここでマイヨはオカーニャに移動。そして後半ステージを終えて、オカーニャに続く総合2位はズートメルクで2分51秒差。ベルナール・テブネが3分17秒差の5位、ルシアン・バンインプが3分19秒差の5位、プリドールが6分24秒差の7位につけていた。
続く第8ステージは標高2556mのガリビエ峠、同2361mのイゾアール峠という、2つの難関峠を控えるアルプスステージ最大の難関ステージであったが、オカーニャは早くも中盤のガリビエ峠で先頭に立ち、続いてくる選手はホセマヌエル・フエンテだけ。しかもゴールではフエンテを振り切って見事区間優勝を果たす。そしてズートメルク、バンインプは何とこのステージだけで20分24秒、プリドールも20分31秒も離される惨敗。テブネも6分59秒差つけられた。この時点でオカーニャは総合2位のフエンテに9分8秒の差をつけ、テブネは10分16秒差の3位となった。一方、ズートメルクは5位、バンインプは7位、プリドールは9位に後退したばかりか、いずれも20分以上の大差をつけられてしまった。
アルプスステージで既にオカーニャの走りはメルクスに匹敵するものであるという評価が下されていたが、今大会の第13ステージは2年前、マイヨ・ジョーヌを身にまとったままリタイアを余儀なくされたときと同じ行程。しかしオカーニャは、ズートメルクの必至の抵抗を振り払って堂々区間優勝。総合2位のフエンテにこの区間だけで4分以上の差をつけ、完全にオカーニャの独走状態となった。なお、第14ステージでプリドールが棄権した。
その後もオカーニャは第16、第20ステージ前半も制し、上記の総合成績の通り圧勝。ひょっとすると、メルクスが出場していても勝っていたかもしれないと言わしめる結果ともなった。

## 総合成績
| 順位 | 選手名                       | 国籍       | チーム | 時間         |
| ---- | ---------------------------- | ---------- | ------ | ------------ |
| 1    | ルイス・オカーニャ           | スペイン   | BIC    | 122h 25' 34" |
| 2    | ベルナール・テブネ           | フランス   |        | 15' 51"      |
| 3    | ホセマヌエル・フエンテ       | スペイン   |        | 17' 15"      |
| 4    | ヨープ・ズートメルク         | オランダ   |        | 26' 22"      |
| 5    | ルシアン・バンインプ         | ベルギー   |        | 30' 20"      |
| 6    | ヘルマン・バンスプリンゲル   | ベルギー   |        | 32' 01"      |
| 7    | ミシェル・ペラン             | フランス   |        | 33' 02"      |
| 8    | ジョアキン・アゴスティーニョ | ポルトガル |        | 35' 51"      |
| 9    | ビセンテ・ロペスカリル       | スペイン   |        | 36' 18"      |
| 10   | レジ・オビオン               | フランス   |        | 36' 59"      |

### マイヨ・ジョーヌ保持者
| 選手名                     | 国籍     | 首位区間      |
| -------------------------- | -------- | ------------- |
| ヨープ・ズートメルク       | オランダ | プロローグ    |
| ウイリー・テールリンク     | ベルギー | 第1(a)        |
| ヘルマン・バンスプリンゲル | ベルギー | 第1(b)-第2(b) |
| ジョセ・カリトゥー         | フランス | 第3-第6       |
| ルイス・オカーニャ         | スペイン | 第7(a)-最終   |